# Katarzyna Bonda
Katarzyna Bonda (ur. 26 sierpnia 1977 w Białymstoku) – polska dziennikarka i scenarzystka pochodzenia białoruskiego, pisarka, autorka bestsellerowych powieści kryminalnych. W 2015 sprzedała 105 tys. egzemplarzy swojej powieści Okularnik. Książka Pochłaniacz sprzedała się w 90 tys. sztukach, a Tylko martwi nie kłamią w 75 tys.

## Życiorys
Urodziła się w 1977 w Białymstoku, wychowała w Hajnówce, w rodzinie o korzeniach białoruskich.
W Hajnówce ukończyła szkołę podstawową oraz Liceum Ogólnokształcące z Dodatkową Nauką Języka Białoruskiego. W czasie nauki w szkole średniej zainteresowała się dziennikarstwem i w następnych latach pisała do lokalnych czasopism. Od 5. roku życia do końca liceum uczyła się gry na fortepianie.
W latach 1998–2004 studiowała dziennikarstwo na Uniwersytecie Warszawskim. Ukończyła też studia na kierunku scenopisarstwo w PWSFTviT. Następnie przez 12 lat pracowała jako dziennikarka w redakcjach między innymi „Super Expressu”, „Newsweeka”, „Wprost”, TVP, „Miesięcznika Zdrowie”, „Naj”, „Expressu Wieczornego” i „Kuriera Podlaskiego”. Wykłada w szkole kreatywnego pisania w Warszawie, a także utworzyła własną szkołę i portal o pisaniu.
W wieku 28 lat spowodowała śmiertelny wypadek samochodowy, za co otrzymała karę pozbawienia wolności w zawieszeniu. Wydarzenie to okazało się przełomem w jej życiu – porzuciła zawód dziennikarki i zajęła się pisarstwem. W 2007 zadebiutowała powieścią kryminalną Sprawa Niny Frank, która zdobyła uznanie i została nominowana do Nagrody Wielkiego Kalibru, a przez wydawnictwo Media Express została wyróżniona nagrodą Debiut Roku. Okularnik zdobył tytuł Bestsellera Empiku 2015 w kategorii literatura polska.
Do polskiej powieści kryminalnej wprowadziła nowy typ detektywa, którym jest psycholog policyjny Hubert Meyer. Postać ta występuje w powieściach: Sprawa Niny Frank (2007), Tylko martwi nie kłamią (2010) i Florystka (2012) oraz epizodycznie w Okularniku (2015). Napisała także dokumenty kryminalne Polskie morderczynie (2008) i Zbrodnia niedoskonała (2009, z Bogdanem Lachem).
Jej książki sprzedały się w Polsce w nakładzie 3 milionów egzemplarzy.
Ma córkę Ninę.

## Twórczość

### Seria: Hubert Meyer – psycholog śledczy
- Sprawa Niny Frank (2007)[7]
- Tylko martwi nie kłamią (2010)[7]
- Dziewiąta runa (2011), zmienione wydanie Sprawy Niny Frank[13][14]
- Florystka (2012)
- Nikt nie musi wiedzieć (2021)
- Klatka dla niewinnych (2021)
- Balwierz (2021)
- Zimna sprawa (2022)
- Kobieta w walizce (2022)
- Urodzony morderca (2023)
- Efekt morza (2024)

### Seria:Cztery żywioły Saszy Załuskiej(tetralogia kryminalna)[15]
- Pochłaniacz. Powietrze (2014)[16]
- Okularnik. Ziemia (2015)[15]
- Lampiony. Ogień (2016)[17]
- Czerwony pająk. Woda (2018)[18]

### Trylogia Kryminalna „Wiara, Nadzieja, Miłość”[19]
- Miłość leczy rany. Wiara (2019)[20]
- Miłość czyni dobrym. Nadzieja (2020)[21]
- Miłość pokonuje śmierć. Miłość (2023)

### Seria: Jakub Sobieski
- O włos (2022)[22]
- Ze złości (2022)[22]
- Do cna (2023)[22]
- Na uwięzi (2023)[22]
- W głąb (2024)

### Seria: Lena Silewicz
- Kolekcjoner lalek (2025)
- Czarodziej śmierci (2025)[23]

### Pozostałe
- Polskie morderczynie (2008)[7]
- Zbrodnia niedoskonała (2008)[7]
- Cicha 5. Opracowanie zbiorowe (2014)[24]
- Maszyna do pisania. Kurs kreatywnego pisania (2015)[25]
- NieObcy. Opracowanie zbiorowe (2015)[26]
- Motyw ukryty. Zbrodnie, sprawcy i ofiary. Z archiwum profilera (2020)[27]
- Krew w piach (2024)